# Dinastija
 Ovo je glavno značenje pojma Dinastija. Za druga značenja pogledajte Dinastija (razdvojba).
Dinastija je naziv za niz članova iste obitelji koja vlada u nasljednom pravu.